# Lekenik
Lekenik är en ort i Kroatien.   Den ligger i länet Moslavina, i den centrala delen av landet, 30 km sydost om huvudstaden Zagreb. Lekenik ligger 102 meter över havet och antalet invånare är 1 866.
Terrängen runt Lekenik är platt. Runt Lekenik är det glesbefolkat, med 12 invånare per kvadratkilometer. Närmaste större samhälle är Petrinja, 17,5 km söder om Lekenik. Omgivningarna runt Lekenik är en mosaik av jordbruksmark och naturlig växtlighet.